# Il caso Novack
Il caso Novack (Beautiful & Twisted) è un film per la televisione del 2015 diretto da Christopher Zalla. 
Pellicola thriller statunitense basata sulla storia vera degli Omicidi di Bernice e Ben Novack Jr..

## Trama
Ben Novack jr, figlio del costruttore Miami Beach Hotel, gode di un lauto patrimonio che lo portano a conoscere Narcy, una spogliarellista che poi sposerà. Dopo la morte del padre avvenuta in vicende ambigue, muore anche Ben, e sulla moglie iniziano a ricadere i primi sospetti.